# Узагальнення
Узага́льнення — основний елемент логіки та міркувань людини. Узагальнення бере за основу існування множини елементів та однієї або декількох властивостей, спільних для цих елементів. Це є основою дедуктивних міркувань. Необхідно застосування процесу верифікації для з'ясування вірності узагальнення в кожній окремій ситуації.
Концепція узагальнення має широке застосування в багатьох дисциплінах, інколи маючи спеціалізоване значення.
Для будь-яких поєднаних концепцій А та В; А називається узагальненням концепції В тоді і тільки тоді, коли:
- кожний екземпляр В також є екземпляром концепції А; та
- існують екземпляри концепції А, що не є екземплярами концепції В.

Наприклад, тварини є узагальненням птахів, оскільки кожний птах є твариною, та існують тварини, що не є птахами (приміром, собаки).